# Толстолесы
Толстолесы (укр. Товстоліси) — бывшее село в Коропском районе Черниговской области Украины. Село было подчинено Шабалиновскому сельсовету.

## История
Решением Черниговского областного совета от 25.11.1985 года село снято с учёта.

## География
Было расположено на границе заболоченной поймы Десны и лесного массива, что примерно в 3 км от села Шабалинов.